# تامر يسري
تامر يسري، ممثل مصري .

## عن حياته
بدأ بمسلسل (الأصدقاء) عام 2002، ومن أهم أعماله (كريمة كريمة، هبة رجل الغراب و ليالي، العندليب، من غير ميعاد).

## من أعماله

### المسلسلات
- زواج بالإكراه (2015) مع زينة
- المطلقات (2015) مع علاغانم
- هبة رجل الغراب (2014) مع ايمى سمير غانم، حازم سمير
- الإمام الغزالي (2012) مع محمد رياض
- مشرفة .. رجل من هذا الزمان (2011) مع هنا شيحة
- بابا نور (2010) مع حسين فهمي
- ليالي (2009) مع زينة
- كريمة كريمة (2009) مع ماجدة زكي
- شاهد إثبات (2010) مع جومانا مراد
- العندليب حكاية الشعب (2006) مع شادي شامل
- الأصدقاء (2002) مع فاروق الفيشاوي
- اللص والكتاب (2010) مع سامح حسين

### الأفلام
- ليالي الحب (2009)
- سكة رجوع (2013)

### المسرحيات
- ثورة الشطرنج (2002)

## روابط خارجية
- تامر يسري على موقع الدهليز
- تامر يسري على موقع قاعدة بيانات الأفلام العربية